# Pedro Schwartz
Pedro Schwartz Girón (Madrid, 30 de enero de 1935) es un político, economista y jurista español, conocido por sus posiciones favorables al liberalismo económico.

## Biografía
Hijo y hermano de diplomáticos (es hermano de Fernando Schwartz e hijo de Juan Schwartz Díaz-Flores y de María del Carmen Girón y Camino), ha vivido a lo largo de su vida en distintos países. Su niñez transcurrió parcialmente en Viena, a raíz de la actividad diplomática de su padre. Está casado con Ana María Bravo Zabalgoitia y tiene tres hijos (Marco, Gregorio y Sylvia). 

### Formación
Cursó la carrera de Derecho en la Universidad Central de Madrid (1957) y se doctoró en Derecho por la misma universidad (1966), habiendo realizado otra tesis doctoral en Ciencia Política en la London School of Economics, sobre John Stuart Mill (1965). En Londres entró en contacto y colaboración con economistas como Lionel Robbins o filósofos como Karl Popper, a quien el propio Schwartz considera su maestro. También cursó en la LSE de Londres un máster en Economía (1972).

### Actividad profesional y académica
Tras su regreso a España, trabajó brevemente en el Servicio de Estudios del Banco Urquijo, antes de obtener una plaza por oposición en el Servicio de Estudios del Banco de España (1967). Ganó la cátedra de Historia de las Doctrinas Económicas de la Universidad Complutense de Madrid. Desde entonces, ha ejercido como catedrático en la Complutense (1970-1992), la Universidad Autónoma de Madrid (1992-2003) y desde 2015, en la Universidad Camilo José Cela (Madrid).
Ha dirigido numerosas tesis doctorales. Algunos de sus doctorandos han sido los economistas Francisco Cabrillo, Carlos Rodríguez Braun y Jesús Huerta de Soto.
En 2003 ingresó en la Real Academia de Ciencias Morales y Políticas. En ese mismo año, recibió el Premio Rey Jaime I.

### Actividad política
Siendo estudiante universitario, Pedro Schwartz tomó parte, siguiendo sus convicciones monárquicas y liberales, en las protestas estudiantiles que se llevaron a cabo en febrero de 1956. Posteriormente fue procesado en dos causas diferentes, una de desacato y otra de asociación ilegal, que no llegaron a término, ya que fueron sobreseídas como parte del indulto que Franco concedió con motivo del fallecimiento del Papa Juan XXIII, aunque su ficha policial se mantuvo.

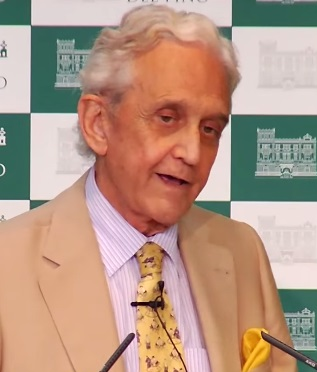
Schwartz en 2012

Schwartz se ha destacado como gran estudioso, divulgador y activista liberal, así como un ferviente defensor del liberalismo económico. En ese sentido, forma parte de la Sociedad Mont Pélerin, representante del liberalismo económico, de la que fue presidente desde 2014 hasta 2016.
Políticamente, fundó y lideró la pequeña Unión Liberal, después Partido Liberal, en 1983. En representación de esta formación, obtuvo en 1982 acta de diputado en el Congreso, desempeñando el cargo de portavoz en la comisión de Economía por Coalición Popular, en la que UL estaba integrada, durante la II Legislatura (1982-1986).
En la actualidad, mantiene una intensa labor de promoción y divulgación de las ideas liberales a través del Instituto Juan de Mariana, tanto en medios de comunicación (es colaborador de Libertad Digital, además de participar periódicamente en medios en papel como Expansión o La Vanguardia y en la actualidad en reportajes del programa televisivo La Noria (Telecinco) como en think tanks vinculados al Partido Popular (FAES); así como miembro del “think tank” liberal Civismo.
Schwartz ha sido presidente del Consejo Económico y Social de la Comunidad de Madrid. El expresidente de la Comunidad de Madrid, Ignacio González, comunicó que ese organismo dejaría de existir a partir del día 1 de enero de 2013 porque los presupuestos de la región ya no lo contemplarían.

## Obras
- La nueva economía política de John Stuart Mill, Tecnos, 1968
- Historia del Instituto Nacional de Industria, Tecnos, 1978
- Empresa y libertad, Unión Editorial, 1981
- Documenta. Canarias ante la CEE, Fundación Cánovas del Castillo, 1983
- Bases genosóficas del liberalismo, Instituto de España, 1984
- El precio de los libros, Unión Editorial, 1998
- Nuevos ensayos liberales, Espasa, 1999
- El grado de concentración de la distribución comercial en España, Instituto de libre comercio, 1999
- Queda mucho por hacer, Marcial Pons, 2000
- La liberación del libro, una crítica del sistema de precio fijo, Instituto de libre comercio, 2000
- Variaciones sobre la historia del pensamiento económico, Cajamar, 2006
- Introducción a la antropología del capitalismo, Fundación Universitaria CEU, 2007
- Milton Friedman, gigante del siglo XX, Fundación Universitaria CEU, 2007
- En busca de Montesquieu, Encuentro, 2007[n. 1]
- La economía explicada a Zapatero y a sus sucesores, Espasa, 2011
- Prohibido prohibir (con Esperanza Aguirre), Espasa, 2012
- Las cicatrices de la libertad. Deusto, 2025.

## Distinciones honoríficas
- Gran Cruz de la Orden del Dos de Mayo (02/05/2025).